# Jeff et Léo, flics et jumeaux
Jeff et Léo, flics et jumeaux est une série télévisée française en 14 épisodes de 52 minutes créée par Emmanuel Bezier, Laurent Tirard, Grégoire Vigneron et Alain Degove et entre le 24 novembre 2004 et 2006 sur M6.

## Synopsis
Léonard est un ancien policier condamné à vivre cloîtré chez lui car il souffre de phobies. Le juge Alice Brezinski lui confie néanmoins des affaires qu'il règle secrètement avec l'aide de son frère jumeau, Jeff. Léonard fait « marcher sa tête » pendant que Jeff est sur le terrain...

## Distribution
- Olivier Sitruk : Léonard « Léo » Quint / Jeff Quint
- Emma Colberti : Alice Brezinski

## Épisodes

### Première saison (2004)
1. Un train peut en cacher un autre
2. Un mystère de trop
3. Le mystère des bijoux
4. Entre deux étages
5. La dernière séance
6. Jardin zen

### Deuxième saison (2006)
1. La beauté du diable
2. Il faut sauver Alice
3. Meurtre en blanc
4. Le grand froid
5. Convoyeur de fonds
6. Une chute interminable
7. Le placard
8. Le dernier tango